# Lamine N'Dao
Cet article concerne le joueur ivoirien né en 1993. Pour le joueur sénégalais né en 1994, voir Lamine Ndao.
Mohammed Lamine N'Dao, dit Lamine N'Dao, est un footballeur ivoirien né le 9 février 1993 à Divo (Côte d'Ivoire).
Formé à Abidjan, il évolue dans plusieurs championnats européens de niveau modeste, avant de retourner en Côte d'Ivoire, où il gagne le titre de champion au sein de l'ASEC Mimosas en 2018.

## Biographie
Lamine N'Dao est formé au Cissé Institut, centre de formation dirigé par Souleymane Cissé à Abidjan. En 2011, il rejoint le Clube Desportivo Santa Clara, qui évolue en deuxième division portugaise. Selon le site d'actualité ivoirien Le Talent caché, il se caractérise par sa faculté à « gagner ses duels au milieu du terrain, aller au contact et se faire respecter » et se fait surnommer « Viera » par ses coéquipiers, en référence au footballeur français Patrick Vieira.
De 2012 à 2014, il joue dans le championnat chypriote, d'abord pour le Doxa Katokopias, puis à l'Olympiakos Nicosie, avec lequel il joue les barrages de relégation en deuxième division. Son équipe est finalement reléguée, et il retourne en Côte d'Ivoire. Il revient auprès de Souleymane Cissé, qui dirige à présent le Kokumbo Football Club, qui évolue pour l'heure en troisième division ivoirienne. Lamine N'Dao précise que durant cette période il est touché par « une blessure [qui] l’éloigne des pelouses pendant près de 2 ans ».
En 2015, il tente de reprendre la compétition en Europe, en rejoignant un ancien club de Souleymane Cissé, l'Evian Thonon Gaillard Football Club. Il joue cependant très peu avec l'équipe première en Ligue 2, avec seulement trois rencontres pendant le mois d'octobre, et aucune autre apparition dans l'effectif professionnel.
N'Dao effectue son retour en Côte d'Ivoire en 2016, en jouant pendant une saison avec le club d'Africa Sports. Il est ensuite repéré par le club rival, et premier club du pays, l'ASEC Mimosas, qui le décrit ainsi : « jouant des deux pieds, élégant dans sa conduite de balle, intelligent dans le jeu, il y rajoute une qualité exceptionnelle de longue passe ».
Avec l'ASEC Mimosas, il remporte le championnat de Côte d'Ivoire en 2018, et joue depuis 2017 la Ligue des champions de la CAF.

## Palmarès
- ASEC Mimosas
  - Champion de Côte d'Ivoire en 2018